# Burnfield
Burnfield, sul fiume Deveron, Aberdeenshire, Scozia, vicino Milltown of Rothiemay, è il sito di un probabile accampamento romano scoperto nel 1982 tramite fotografia aerea. 

## Descrizione
La superficie era compresa tra i 9,7  e i 16 ettari.  Il fossato era profondo 0,69 m comparabile con i vicini accampamenti di Auchinhove e Ythan Wells.